# Sauti Sol
Sauti Sol è un gruppo musicale keniota formatosi nel 2005. È costituito dai musicisti Bien-Aimé Baraza, Willis Chimano, Savara Mudigi e Polycarp Otieno.

## Storia del gruppo
I Sauti Sol sono stati candidati per la prima volta agli MTV Europe Music Awards nel 2014, vincendo il riconoscimento al miglior artista africano. Due anni più tardi sono stati riconosciuti con l'MTV Africa Music Award al miglior gruppo.
Nel corso della loro formazione hanno pubblicato diversi album in studio, tra cui Afrikan Sauce (2019), premiato con un All Africa Music Award.

## Formazione
- Bien-Aimé Baraza – voce, chitarra, pianoforte
- Willis Chimano – baritono, keytar
- Savara Mudigi – voce, produttore, batteria, basso
- Polycarp Otieno – chitarra, produttore

## Discografia

### Album in studio
- 2008 – Mwanzo
- 2011 – Sol Filosofia
- 2015 – Live and Die in Afrika
- 2019 – Afrikan Sauce
- 2020 – Midnight Train

### EP
- 2012 – Sauti Sol

### Singoli
- 2012 – Money Lover
- 2016 – Unconditionally Bae (feat. Alikiba)
- 2017 – Friendzone
- 2019 – Extravaganza (feat. Sol Generation, Bensoul, Nviiri The Storyteller, Crystal Asige & Kaskazini)
- 2020 – Suzanna
- 2020 – Bypass (con Benzema e Savara)
- 2020 – Your Loving (con Kaysha)
- 2022 – Oversized T-shirt (con Matata)
- 2022 – Sexting (con Matata)
- 2022 – Lil Mama
- 2024 – Lady Fiona (con Cobhams Asuquo)
- 2024 – By the River